# Dominique Zago
Dominique Zago (* 10. März 1932 in Esch-sur-Alzette) ist ein ehemaliger luxemburgischer Radrennfahrer und nationaler Meister im Radsport.

## Sportliche Laufbahn
1954 hatte er einen ersten größeren Erfolg mit dem Gewinn einer Etappe des Rennens Flèche du Sud. 1956 wurde er beim Sieg von Gaston Dumont Zweiter im Rennen Grand Prix François Faber, ein Jahr später dann Zweiter im Flèche du Sud hinter Camille Jost. Mit dem Grand Prix Geant de la route gewann er 1961 ein kleineres Etappenrennen. 1965 siegte er in der nationalen Meisterschaft im Straßenrennen der Amateure, 1966 verteidigte er diesen Titel vor Johny Back. Zago war bis 1963 Italiener, erhielt danach die Staatsbürgerschaft Luxemburgs.